# Just A Minute
Just a Minute ist eine BBC Radio 4 radio-comedy Panel-Show, die seit 2021 von Sue Perkins moderiert wird. Zuvor war Nicholas Parsons von der ersten Episode an, die auf Radio 4 am 22. Dezember 1967 ausgestrahlt wurde, mit wenigen Ausnahmen, Gastgeber.
In der Sendung sollen die Teilnehmer eine Minute lang über ein vorgegebenes Thema reden ohne zu zögern, sich zu wiederholen und abzuschweifen.
Die komische Seite der Sendung kommt von den meist erfolglosen Versuchen, die Regeln einzuhalten, und von den Gesprächen zwischen den Spielern.
Wegen der langzeitigen Ausstrahlung auf dem BBC World Service, sowie der Verfügbarkeit vieler Episoden im Internet, ist die Sendung auch außerhalb Großbritannien bekannt und beliebt.
Das Format wurde einige Male im Fernsehen verwendet.

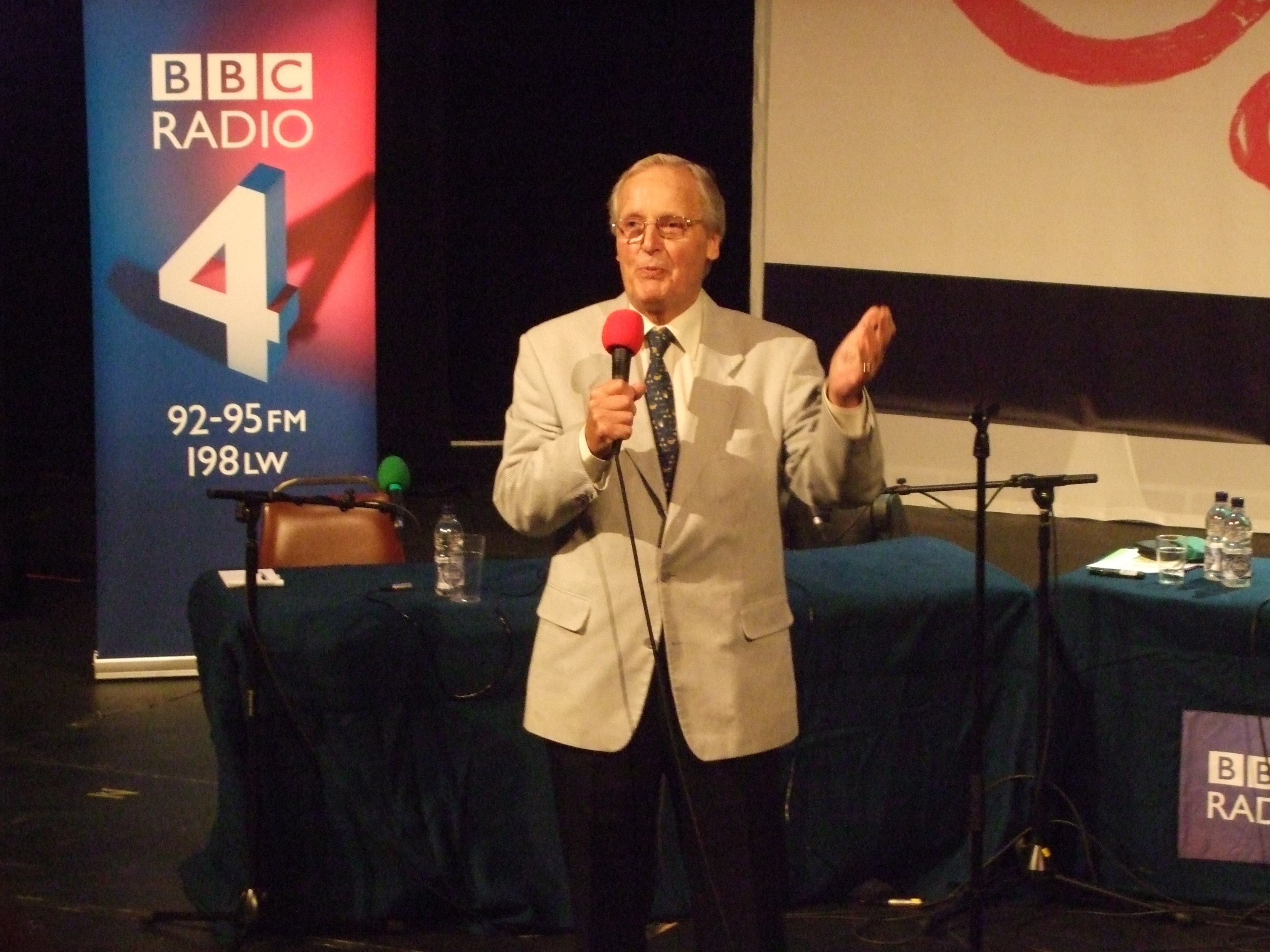
Nicholas Parsons während einer Aufzeichnung der Sendung

## Geschichte
Ian Messiter hatte die Idee nachdem er sich erinnerte wie ein Geschichtslehrer ihn einst aufforderte, das Gesagte zu wiederholen ohne zu zögern und sich selbst zu wiederholen, nachdem Messiter nicht im Unterricht aufgepasst hatte.
Das Format wurde erstmals in One Minute, Please, moderiert von Roy Plomley, benutzt. Zwei Serien des Programms wurden zwischen 1951 und 1957 auf BBC Light Programme ausgestrahlt. Während die grundlegenden Regeln gleich waren, wurde es von zwei Teams aus jeweils drei Spielern, statt von vier einzelnen Spielern gespielt. Zu anderen frühen Versionen, alle von Messiter kreiert, gehören eine Sendung für das südafrikanische Radio in 1952 und eine TV-Version für das DuMont network in den Vereinigten Staaten, namens One Minute Please.
Die Pilotepisode für Just a Minute wurde 1967 aufgenommen. Die Gäste waren Clement Freud, Derek Nimmo, Beryl Reid und Wilma Ewart. Eigentlich sollte Jimmy Edwards der Gastgeber sein, allerdings übernahm Nicholas Parsons die Rolle schließlich. Als der Produzent David Hatch drohte zu kündigen, falls die Sendung nicht fortgesetzt werden würde, nachdem die erste Serie ein Misserfolg war und die Sendung mit viel Ablehnung innerhalb der BBC begegnet wurde, wurde das Programm weiterhin ausgestrahlt.
Die Titelmusik ist Frédéric Chopins Walzer in Des-Dur, op. 64, Nr. 1, auch bekannt als Minutenwalzer. David Haines führte das Stück in der benutzten Aufnahme auf.
Die Sendung gewann einen goldenen Sony Radio Academy Award in 2003.
Parsons’ letzte Episode war am 23. September 2019.
Wiederholungen wurden dann bis zu seinem Tod am 28. Januar 2020 und ein paar Wochen danach als Hommage ausgestrahlt.
Serie 86 fing im Februar 2021 an. Einige Gäste, die eine besondere Bedeutung in der Geschichte der Show haben, wurden gebeten, jeweils eine Episode zu moderieren.
Ab Serie 87 übernahm Sue Perkins, die schon oft zuvor Gast war, die Sendung.

## Regeln
Die Spieler müssen für eine Minute über ein bestimmtes Thema reden, das ihnen nicht zuvor gegeben wurde. Dabei dürfen sie nicht zögern, sich wiederholen oder abschweifen.
Die Interpretation der Regeln hat sich über die Jahre geändert.
Am Anfang der Sendung gab es noch spezifischere und kompliziertere Regeln. Die folgenden drei waren aber schon immer Teil der Sendung:
- „Zögern“ (englisch: Hesitation) wird als eine Pause (auch aufgrund von Gelächter im Publikum) und das Stolpern über die eigenen Wörter.
- „Wiederholen“ (englisch: Repetition) bezeichnet die Wiederholung von jeglichem Wort oder jeglicher Phrase, allerdings wird dies normalerweise nicht auf sehr oft vorkommenden Wörtern, wie z. B. “und”, angewandt. Auch Buchstaben, die als ein solches benutzt werden, z. B. in einem Akronym, dürfen auch nicht wiederholt werden.
- „Abschweifen“ (englisch: Deviation) bedeutete anfangs “vom Thema abkommen”, allerdings kann die Definition heutzutage auch Lügen, unlogische Behauptungen und stark falsches Benutzen von Grammatik beinhalten.

Ein Spieler kriegt einen Punkt, wenn er oder sie einen korrekten Einwand, nach den oben genannten Regeln, macht. Der zu dem Zeitpunkt Sprechende kriegt einen Punkt, wenn die Moderatorin den Einwand als inkorrekt bezeichnet. Falls das Publikum die Unterbrechung amüsierend findet und sie nicht korrekt ist, kriegt die Person, die den Einwand gemacht, trotzdem einen Bonuspunkt. Ein richtiger Einwand führt dazu, dass das Thema an jene Person gegeben wird, die ihn gemacht hat. Wer bei Ende der Minute spricht, kriegt einen Punkt, falls er oder sie es geschafft hat ohne einmal unterbrochen zu werden, kriegt die Person einen weiteren Punkt. Es ist allerdings selten, dass dies passiert.
Am Ende der Sendung werden die Punkte der jeweiligen Spieler und Spielerinnen und der Gewinner oder die Gewinnerin bekannt gegeben.

## Teilnehmer und Produzenten
Jede Episode hat vier Teilnehmer, außer sechs Episoden in 1968 und eine am Ende der 1970-1971 Saison, als es nur drei gab.
Ian Messiter wählte bis zu seinem Tod 1999 die Themen aus. Bis 1989 war er zudem für die Zeitmessung und das Signalisieren einer beendeten Minute mithilfe einer Pfeife. Eine Vielzahl an Leuten haben die letztere Aufgabe übernommen. Mittlerweile macht dies die Produktionsassistentin oder Produktionsassistent.
Es gibt fünf regelmäßige Teilnehmer in der Geschichte der Sendung:
- Clement Freud (1967–2009)
- Derek Nimmo (1967–1999)
- Kenneth Williams (1968–1988)
- Peter Jones (1971–2000)
- Paul Merton (1989–heute)

Freud und Nimmo nahmen von der ersten Episode 1967 an teil, während Williams in der zweiten Serie 1968 erstmals auftrat und Jones 1971 sein Debüt machte. Nach Williams’ Tod 1988, schlug Parsons dem Fan der Sendung Merton vor, den Produzenten zu kontaktieren, woraufhin Merton im folgenden Jahr eingeladen wurde. Nimmo starb 1999, Jones 2000 und Freud 2009. Mittlerweile ist Merton der einzige regelmäßige Teilnehmer. Er tritt allerdings nicht in jeder Episode auf.

### Teilnehmer
Seit dem Anfang der Sendung hat es eine Vielzahl an Teilnehmern gegeben, die mehr als zwanzig Mal aufgetreten sind. Dazu gehören:
- Pam Ayres
- Gyles Brandreth
- Marcus Brigstocke
- Julian Clary
- Alun Cochrane
- Charles Collingwood
- Barry Cryer
- Jenny Eclair
- Stephen Fry
- Sheila Hancock
- Tony Hawks
- Kit Hesketh-Harvey
- Josie Lawrence
- Aimi MacDonald
- Andree Melly
- Chris Neill
- Ross Noble
- Graham Norton
- Sue Perkins
- Tim Rice
- Wendy Richard
- Linda Smith
- Liza Tarbuck

### Gastgeber
Nicholas Parsons war von der ersten Episode 1964 bis 2019 Gastgeber der Show. In neun Fällen war er Mitspieler und andere moderierten. Dazu gehörten Clement Freud, Geraldine Jones, Andrée Melly, und Kenneth Williams. Ian Messiter war 1977 einmal Moderator, da Freud verspätet war.
Parsons ist in jeder einzelnen Episode aufgetreten, bis auf zwei Mal im April 2018 und zwei Mal im August 2019, da er krank war. In beiden Fällen übernahm Gyles Brandreth die Rolle des Gastgebers.
Nach Parsons’ Tod waren 2021 einige unterschiedliche Personen Gastgeber. Dazu gehörten Gyles Brandreth, Paul Merton, Stephen Fry, Jo Brand, Nish Kumar, Julian Clary, Lucy Porter, Sue Perkins, Tom Allen und Jenny Eclair, bis Perkins als dauerhafte Gastgeberin bekannt gemacht wurde.

### Produzenten
Mehr als zwei Dutzend Produzenten haben für Just a Minute gearbeitet, unter anderem:
- David Hatch (1967–1975 & 1979–1981)
- Simon Brett (1969–1975)
- John Cassells (1973)
- Bob Oliver Rogers (1973–1974)
- John Lloyd (1974–1976)
- John Browell (1976–1978)
- Pete Atkin (1982–1986)
- Edward Taylor (1987–1991)
- Sarah Smith (1992–1995)
- Anne Jobson (1994–1998)
- Chris Neill (1998–2000 & 2004)
- Claire Jones (2001–2006 & 2008–2012)
- Tilusha Ghelani (2007–2008 & 2010–2015)
- Katie Tyrrell (2013–2015)
- Victoria Lloyd (2015–2016 & 2017–2019)
- Matt Stronge (2016–2019)
- Richard Morris (2018–2019)
- Alex Smith (2019)
- Hayley Sterling (2021)

TV-Version
- Helena Taylor (1995)
- Mike Mansfield (1995)
- Andrew Brereton (2012)
- Tilusha Ghelani (2012)
- Malcolm Messiter (2012)
- Jamie Ormerod (2012)
- Jo Street (2012)

## Aufnahmeorte
Die erste Episode und die zum fünfunddreißigsten Jubiläum wurden im Playhouse Theatre, in London, aufgenommen.
Während den ersten dreißig Jahren der Show wurden die meisten Episoden im Paris Theatre im zentralen London aufgenommen. 1992, dem Wechsel zur Produzentin Sarah Smith folgend, wurden Episoden auch in Highgate aufgezeichnet, ein Gebiet im nördlichen London, bis schließlich 1993 die ersten Folgen außerhalb der Hauptstadt aufgenommen wurden. Die ersten solchen Orte waren Bury St Edmunds und Llandudno. Die Show besucht seit 1993 jedes Jahr den Edinburgh Festival Fringe. Mittlerweile werden die meisten Episoden im Londoner BBC Radio Theatre im Broadcasting House aufgenommen.
Im Februar 2012 wurden zwei Episoden im Comedy Store in Mumbai in Indien aufgenommen, das erste Mal außerhalb Großbritanniens. Da die Sendung viele Jahre lang auf dem BBC World Service ausgestrahlt wurde, ist sie recht beliebt in Indien.

## TV-Versionen
Einige Adaptionen für das Fernsehen wurden angedacht. Zwei Pilotepisoden wurden 1969 und 1981 aufgenommen, aber nie ausgestrahlt, außer in Dokumentarfilmen über Kenneth Williams.
1994 wurden vierzehn Episoden auf Carlton Television, zugehörig zum Fernsehsender ITV, ausgestrahlt. Die Version unterschied sich dadurch, dass in einer Runde die Spieler über ein unbekanntes Objekt sprechen mussten und in einer Runde die Zuschauer den Teilnehmern ein Thema vorgaben. Nicholas Parsons war Gastgeber und Tony Slattery trat in allen Episoden auf.
1995 wurden vierzehn weitere Episoden ausgestrahlt. In dieser Version spielten zwei Teams, eines aus den Midlands und eines aus London, unter den Team-Kapitänen Tony Slattery und Dale Winton gegeneinander. Jeder Spieler gewann Punkte, die am Ende zum Ergebnis des Teams addiert wurden. Parsons moderierte wieder die Show. Die Serie sowie die vorige Serie wurden von Mike Mansfield produziert.
1999 wurden zwanzig Episoden aufgenommen und später ausgestrahlt. Parsons war wieder Gastgeber. Die Serie wurde von Helena Taylor produziert.
Im März und April 2012 strahlte die BBC zehn Episoden aus, um das fünfundvierzigste Jubiläum der Sendung zu feiern. Sie wurden um 18:00 Uhr über zwei Wochen auf on BBC Two ausgestrahlt, zum ersten Mal zur Hauptsendezeit. Nicholas Parsons moderierte wieder die Sendung und Paul Merton trat in allen Episoden auf. Das Format des Spieles wurde nicht geändert. Sie wurde von Andy Brereton und Jamie Ormerod produziert.

## Veröffentlichungen
Ab 1992 wurden einige Alben und Kassetten, später CDs und Audiobooks, veröffentlicht. Diese konzentrierten sich sowohl auf bestimmte Teilnehmer, ausgewählte Momente oder Episoden.
Seit Serie 56 wurden die meisten Serien komplett auf CD veröffentlicht.

## Andere Versionen
In Schweden wird eine Version der Sendung namens På Minuten (Deutsch: In der Minute) seit 1969 auf Sveriges Radio P1 ausgestrahlt. In Indien wird seit 2017 auf Flowers TV die malayalamische Version der Sendung, namens ഒരു നിമിഷം (Oru Nimiṣaṁ) ausgestrahlt. In Belgien gibt es eine flämische Version namens Zeg eens euh! Die Sendung wurde von 1992 bis 1997 auf Één und von 2016 bis heute auf VIER ausgestrahlt.
I’m Sorry I Haven’t a Clue, eine weitere BBC Komödie, parodiert manchmal Just A Minute mit einer Rubrik namens Just A Minim, wobei die Spieler ein Lied, das wegen seiner oft wiederholten Strophen ausgewählt wird, singen müssen, ohne von der Melodie abzuweichen, sich wiederholen und zu zögern.